# Skepticizam
Skepticizam je trajao od 4. stoljeća pr. Kr. do 2. stoljeća pr. Kr. Osnivač skepticizma je bio Piron iz Elide koji nema pisanih djela. Njegov sljedbenik je Rimljanin Sekst Empirik, koji je napisao djelo "Pironove postavke". 
Skeptičari sumnjaju u svaku vrstu spoznaje (vidi gnoseologija), zato smatraju da se treba uzdržavati od izricanja određenih sudova. To nas dovodi do ravnodušnosti i do mira duše.
Moderan oblik filozofskog skepticizma ne sumnja da je istinsko znanje moguće, već da je to nemoguće dokazati, kada uistinu postoji. Začetnikom ovog stajališta smatra se škotski filozof
David Hume. On je pokazao da empirijska indukcija ne vodi do uvjerljivog zaključka. Bez obzira na velike pravilnosti koje smo promatrali u prošlosti (npr. da Sunce izlazi svaki dan), nije logički sigurno da će se ista stvar dogoditi i u budućnosti. Zanimljivo je da Hume i pored vjerovanja u ovaj princip, nije sumnjao da svakodnevno znanje može biti sigurno u praksi. Kada filozof izađe iz svojih odaja, nestaju radikalne skeptične sumnje, tvrdio je Hume. Danas se može uzeti u obzir da na taj način reletiviziran filozofski skepticizam ima metodološki dominantni položaj u znanstvenim kontekstima. Ništa doslovno nije sigurno, ali je mnogo toga ipak sigurno u praksi. 

## Poveznice
- Filozofija
- Helenističko-rimska filozofija